# Babiana sambucina
Babiana sambucina es una especie de planta fanerógama de la familia Iridaceae. Es un endemismo de la Provincia del Cabo en Sudáfrica.

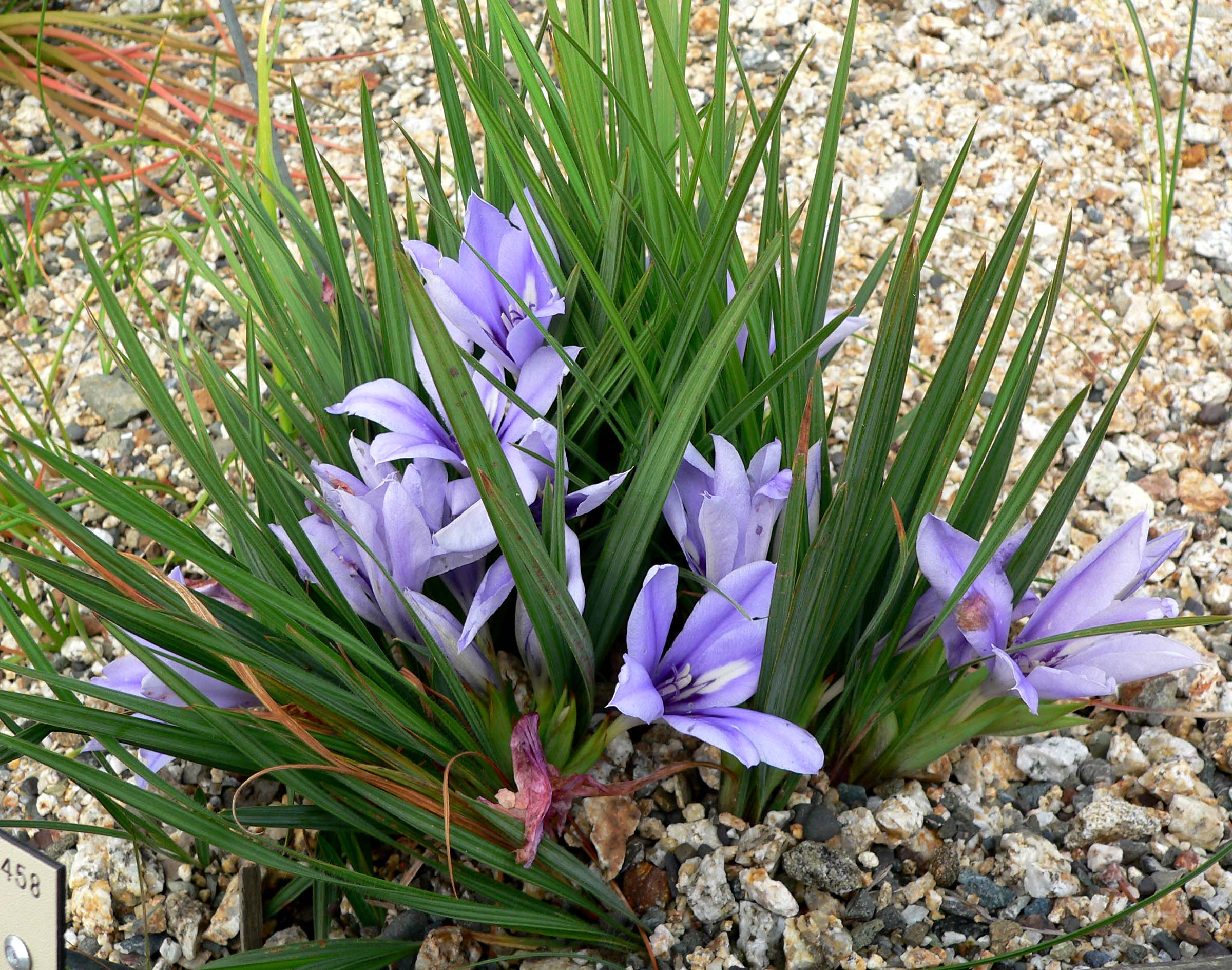
Vista de la planta

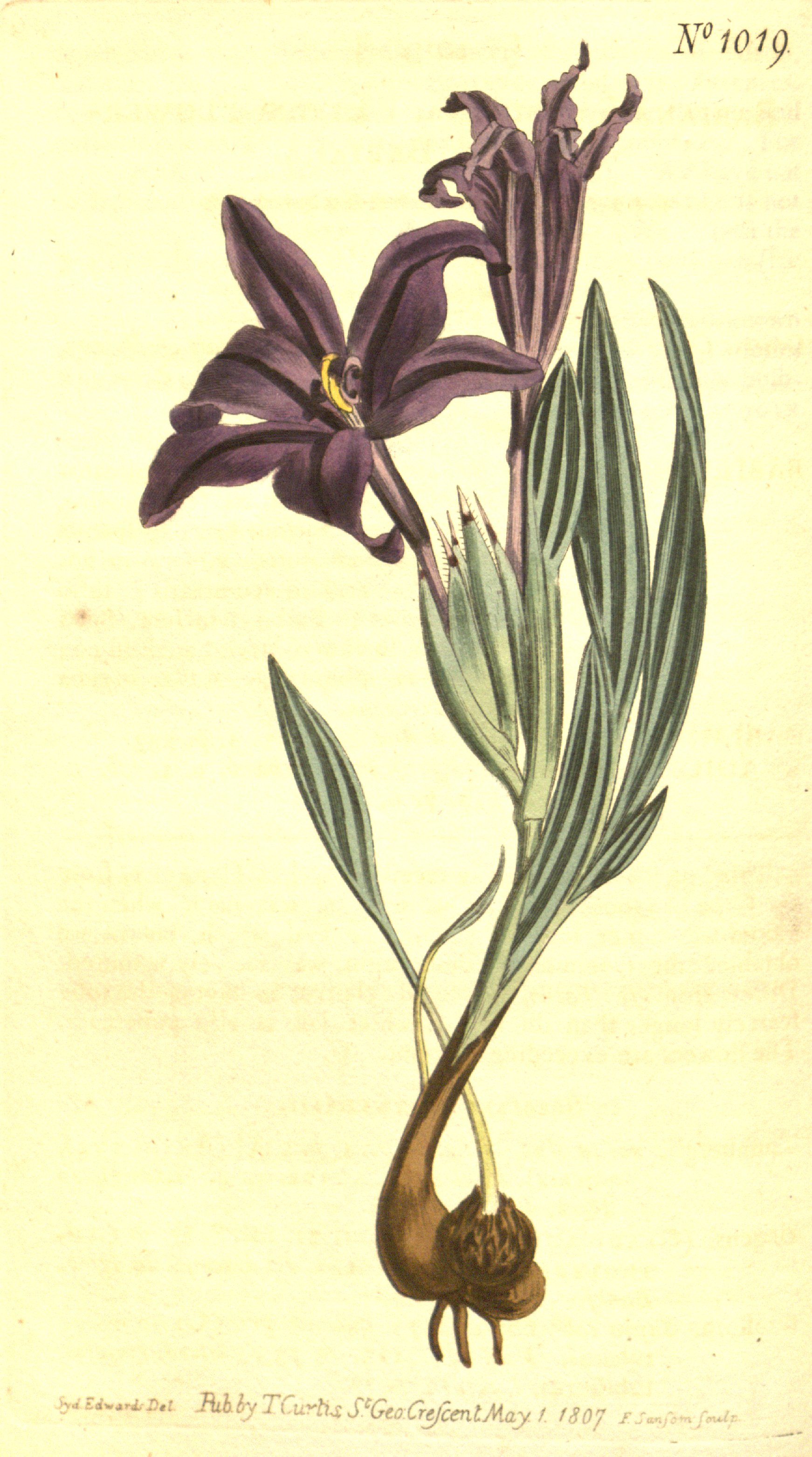
Ilustración

## Descripción
Es una planta con hojas basales, ensiformes, pecioladas, plegadas, pilosas, que rebasan la inflorescencia; flores en algunas o varias espigas densas; en espata lanceolada exterior; el perianto de color lila profundo; en forma de tubo con la parte superior en forma de embudo.

## Taxonomía
Babiana sambucina fue descrita por (Jacq.) Ker Gawl. y publicado en Ann. Bot. (König & Sims) 1: 234 1804.
Etimología
Ver: Babiana
sambucina: epíteto
Variedad aceptada
- Babiana sambucina subsp. longibracteata (G.J.Lewis) Goldblatt & J.C.Manning

Sinonimia
- Babiana gawleri N.E.Br.
- Babiana mucronata var. longicollis Baker
- Babiana sambucina subsp. sambucina
- Babiana sambucina var. sambucina
- Babiana sambucina var. undulatovenosa (Klatt) G.J.Lewis
- Babiana stellata Schltr.
- Babiana undulatovenosa Klatt
- Gladiolus sambucinus Jacq.[4]